# Сибілянти
Сибіля́нти (англ. sibilant consonants, strident consonants) — у фонетиці група передьноязикових щілинних приголосних звуків. Під час їх вимови потік повітря скеровується по жолобку на спинці язика за місцем творення на гострий кінець зубів, що спричиняє високочастотну турбулентність (зі свистом або шипінням). В українській мові позначаються літерами с, з, і шиплячими — ж, ш, ц, ч, дз, дж.

## Акустичні властивості
Сибілянти голосніше своїх неасибілійованих пар, велика частина їх сили припадає на більш високі частоти, ніж у інших фрикативів. Найсильніший звук — [s], його основна акустична сила доводиться на частоту 8 000 Гц, але може досягати і 10 000 Гц. У звуку [ʃ] основна частота — від 4 000 Гц до 8 000 Гц.
Як наслідок, спотворення сигналу в трактах передачі та підсилення звукових частот, що припадають на частоти сибілянтів, є доволі помітним і сприймається як різке виділення шиплячих звуків.  

## Список

### Фрикативи
- [s] (с) — глухий ясенний фрикативний
- [z] (з) — дзвінкий ясенний фрикативний
- [ɕ] (м'який ш) — глухий ясенно-твердопіднебінний фрикативний
- [ʑ] (м'який ж) — дзвінкий ясенно-твердопіднебінний фрикативний
- [ʃ] (ш) — глухий заясенний фрикативний
- [ʒ] (ж) — дзвінкий заясенний фрикативний
- [ʂ] (твердий ш) — глухий ретрофлексний фрикативний
- [ʐ] (твердий ж) — дзвінкий ретрофлексний фрикативний

### Африкати
- [t͡ɕ] (м'який ч) — глухий ясенно-твердопіднебінний африкат
- [d͡ʑ] (м'який дж) — дзвінкий ясенно-твердопіднебінний африкат
- [t͡ʃ] (ч) — глухий заясенний африкат
- [d͡ʒ] (дж) — дзвінкий заясенний африкат
- [ʈ͡ʂ] (твердий ч) — глухий ретрофлексний африкат
- [ɖ͡ʐ] (твердий дж) — дзвінкий ретрофлексний африкат